# روبي مويرهيد
روبي مويرهيد (بالإنجليزية: Robbie Muirhead) هو لاعب كرة قدم بريطاني في مركز الهجوم، ولد في 8 مارس 1996 في إسكتلندا في المملكة المتحدة. شارك مع منتخب اسكتلندا تحت 16 سنة لكرة القدم ومنتخب اسكتلندا تحت 17 سنة لكرة القدم ومنتخب اسكتلندا تحت 19 سنة لكرة القدم. أما مع النوادي، فقد لعب مع دندي يونايتد ونادي بارتيك ثيسل ونادي كيلمارنوك.

## وصلات خارجية
- روبي مويرهيد على موقع قاعدة بيانات كرة القدم.إي يو (الإنجليزية)
- روبي مويرهيد على موقع Soccerbase.com (لاعب) (الإنجليزية)
- روبي مويرهيد على موقع Soccerway.com (الإنجليزية)
- روبي مويرهيد على موقع عالم كرة القدم.نت (الإنجليزية)